# اللهجة الجيوروكية
الجيوروكية، تُنطق في بعض الأحيان جيروكو، أو جيركانيكة، هي لهجة من لهجات الإيطالوية اليونانية (Italiot Greek) والتي يتحدثها الناس الجيوروكين (Griko people) في >سالنتو وكالابريا. بعض اللغويين اليونانيين يعتبرونها لهجة يونانية حديثة وغالبا ما يطلق عليها Katoitaliótika (باليونانية:Κατωιταλιώτικα، "الإيطالية الجنوبية") أو Grekanika (باليونانية:Γρεκάνικα)، ولكن يسميها ناطقيها جيريكو (Γκρίκο، في كالابريا) أو جيوروكية (Γκρίκο، في سالنتو). الجيوروكيو واللغة اليونانية المعيارية (Standard Modern Greek) متوافقان بشكل كبير.

## الملاحظات والمراجع
1. ↑  Hammarström (2015) Ethnologue 16/17/18th editions: a comprehensive review: online appendices

## لمزيد من الإطلاع
- H. F. Tozer. "The Greek-Speaking Population of Southern Italy." The Journal of Hellenic Studies. Vol. 10 (1889), pp. 11–42.

## روابط خارجية
- On the Brink: Griko; A Language of Resistance and Celebration - Cultural Survival
- Franco st'Anguria, Lo "Schiacúddhi" Two plays performed in the local Greek dialect of Choriána (Corigliano d'Otranto)
- Glossa Grika o Griko Derentinò (in Griko, Italian, Standard-Greek and French)
- Enosi Griko, Coordination of Grecìa Salentina Associations (إيطالية، اليونانية والإنجليزية)
- Pos Matome Griko (بالإيطالية، اليونانية والإنجليزية)
- Grecìa Salentina official site (in Italian)
- Gaze On The Sea Salentinian Peninsula, Greece and Greater Greece (بالإيطالية، اليونانية والإنجليزية)
- قاموس إنجليزي-جيوروكية
- Kalinifta, by Ghetonia
- Oria mou rodinedda, folk song of the Griko-speaking communities of southern Italy, by Eleni & Souzana Vougioukli